# Linlithgow
Linlithgow är en ort i Storbritannien.   Den ligger i kommunen West Lothian och riksdelen Skottland, i den centrala delen av landet, 500 km norr om huvudstaden London. Linlithgow ligger 50 meter över havet och antalet invånare är 13 863.
Terrängen runt Linlithgow är huvudsakligen platt, men västerut är den kuperad. Runt Linlithgow är det ganska tätbefolkat, med 166 invånare per kvadratkilometer. Närmaste större samhälle är Livingston, 9,6 km sydost om Linlithgow. Trakten runt Linlithgow består i huvudsak av gräsmarker.